# Cửa hàng ứng dụng
Một cửa hàng ứng dụng (hay còn gọi là chợ ứng dụng hay kho ứng dụng) là một loại nền tảng phân phối kỹ thuật số dành cho phần mềm máy tính, thường là với các thiết bị di động. Các ứng dụng trên thiết bị di động cung cấp các chức năng cụ thể mà theo định nghĩa không bao gồm quá trình chạy của chính chiếc máy đó. Các ứng dụng được thiết kế để chạy trên các thiết bị cụ thể, và được viết cho một hệ điều hành cụ thể (như iOS, macOS, Windows, hay Android). Các phần mềm phức tạp, ví dụ như được sử dụng trên một chiếc máy tính cá nhân, có thể có một ứng dụng có liên quan được thiết kế để sử dụng trên một thiết bị di động.
Một ứng dụng di động như vậy có thể cung cấp các chức năng tương tự, đôi khi là giới hạn hơn, so với phần mềm hoàn chỉnh chạy trên máy tính. Các ứng dụng tối ưu hóa sự xuất hiện của các dữ liệu được hiển thị tùy thuộc vào kích thước màn hình hay độ phân giải màn hình của thiết bị. Ngoài việc cung cấp cùng chức năng trên hai loại thiết bị khác nhau, các ứng dụng như vậy cũng có thể có khả năng đồng bộ hóa tập tin giữa hai thiết bị không giống nhau, thậm chí giữa hai nền tảng hệ điều hành khác nhau. Các cửa hàng ứng dụng chủ yếu sắp xếp các ứng dụng mà chúng cung cấp dựa trên các tiêu chí sau: chức năng mà ứng dụng đó cung cấp (như trò chơi giải trí, đa phương tiện hay công cụ làm việc), thiết bị mà ứng dụng đó được thiết kế hoạt động, và hệ điều hành mà ứng dụng chạy.
Các cửa hàng ứng dụng thường có dạng của một cửa hàng trực tuyến, nơi mà người dùng có thể duyệt qua các thể loại ứng dụng khác nhau này, xem thông tin về từng ứng dụng (ví dụ như các thông tin đánh giá) và nhận ứng dụng (bao gồm cả mua ứng dụng nếu cần thiết - nhiều ứng dụng được cung cấp miễn phí). Ứng dụng được chọn được chuyển tới thông qua quá trình tải về tự động, và sau đó là quá trình cài đặt. Một số cửa hàng ứng dụng cũng có thể đưa vào một hệ thống để tự độ xóa bỏ một ứng dụng đã được cài đặt từ các thiết bị dưới những điều kiện nhất định, với mục đích bảo vệ người dùng khỏi phần mềm độc hại.
Nhiều cửa hàng ứng dụng được quản lý bởi chủ sở hữu, yêu cầu các ứng dụng khi muốn được gửi vào cửa hàng phải thông qua một quá trình xác minh. Các ứng dụng này được kiểm tra theo các chính sách nhất định (ví dụ như quản lý chất lượng và kiểm duyệt), bao gồm quy định chủ sở hữu cửa hàng sẽ thu lại một khoản hoa hồng cho mỗi lượt bán một ứng dụng trả tiền. Với cách cung cấp ứng dụng dễ sử dụng, và sự hiện diện của chúng trên hầu hết các thiết bị di động, các cửa hàng ứng dụng đã nhanh chóng trở nên phổ biến vào đầu thế kỷ 21 với các cửa hàng trên iOS (App Store) và Android (Google Play). Các hệ thống phân phối ứng dụng tương tự cho các hệ điều hành khác cũng đã có mặt từ khá lâu (cụ thể là các bản phân phối Linux từ đầu thập niên 1990), thông qua các hệ thống quản lý gói và các giao diện đầu vào đồ họa.

## Thương hiệu "App Store"
Do sự phổ biến của nó, thuật ngữ "app store" (tức là "cửa hàng ứng dụng", được sử dụng lần đầu bởi Electronic AppWrapper  và sau đó được phổ biến hóa bởi App Store của Apple dành cho các thiết bị iOS) đã thường xuyên được sử dụng như một thương hiệu phổ biến để nói tới các nền tảng phân phối khác có bản chất tương tự. Apple đã tuyên bố sở hữu thương hiệu đối với cụm từ này, và đã nộp đơn đăng ký thương hiệu cho "App Store" vào năm 2008. Năm 2011, Apple đã kiện cả Amazon.com (công ty phát triển Amazon Appstore cho các thiết bị Android) và GetJar (công ty đã cung cấp các dịch vụ từ năm 2004) vì vi phạm thương hiệu và quảng bá sai lệch về việc sử dụng thuật ngữ "app store" để nhắc tới các dịch vụ của họ. Microsoft đã nhiều lần phản đối việc Apple đăng ký cái tên này làm thương hiệu, cho rằng nó đã là một thuật ngữ phổ biến rồi.
Vào tháng 1 năm 2013, các cáo buộc của Apple đã bị một thẩm phán bang tại Hoa Kỳ bác bỏ, cho rằng công ty đã không cung cấp bằng chứng nào về việc Amazon đã "[cố gắng] bắt chước trang mạng hay cách quảng bá của Apple", hay quảng bá rằng dịch vụ của hãng "mang các đặc điểm và tính chất mà công chúng mong đợi từ APP STORE của Apple và/hoặc các sản phẩm của Apple". Vào tháng 7 năm 2013, Apple đã kết thúc vụ kiện.